# Gert von der Osten
Gert Christian von der Osten (* 17. Mai 1910 in Otterndorf; † 30. November 1983 in Brühl) war ein deutscher Kunsthistoriker und Museumsdirektor. Er war von 1960 bis 1975 Generaldirektor der Museen der Stadt Köln und Direktor des Wallraf-Richartz-Museums sowie Professor für Kunstgeschichte an der Universität zu Köln.

## Leben und Werk
Gert von der Osten kam als Sohn des in Otterndorf an der Niederelbe tätigen Schuldirektors Gustav von der Osten und der Marie Böschen, Tochter eines Pastors in Mittelwarden, zur Welt. Er wuchs in Hannover auf und machte sein Abitur 1928 am damaligen humanistischen Kaiserin-Auguste-Victoria-Gymnasium in Hannover, dessen Direktor sein Vater war. Anschließend studierte er an den Universitäten in Marburg, München, Berlin und in Halle an der Saale die Fächer Kunstgeschichte, Klassische Archäologie und Geschichte. Bereits 1930 war er als Studentische Hilfskraft am Niedersächsischen Landesmuseum Hannover tätig. 1933 wurde er in Halle durch Paul Frankl promoviert; seine Dissertation behandelte das ikonografische Thema „Der Schmerzensmann – Kunst und Geschichte eines deutschen Andachtsbildwerkes“.
Nach seinem Studium arbeitete von der Osten als Assistent an den Staatlichen Museen in Berlin und  1937 wurde er als Kustos der Niedersächsischen Landesgalerie in Hannover angestellt, wo er bis zu seiner Einberufung zum Kriegsdienst im Jahr 1940 tätig war. 1944 habilitierte er sich nebenher an der Universität Berlin bei Wilhelm Pinder  über den Manierismus in der deutschen Kunst um 1520. Er geriet am Ende des Krieges als Offizier in sowjetische Kriegsgefangenschaft. Nach seiner Rückkehr 1948 arbeitete er weiter in der Landesgalerie. Im Jahr 1954 wurde er Direktor der Städtischen Galerie Hannover und von 1952 an lehrte er als Privatdozent und ab 1960 als außerplanmäßiger Professor an der Technischen Hochschule. 1957/58 forschte er am Institute for Advanced Study in Princeton, USA.
Am 1. September 1960 wurde von der Osten zum Generaldirektor der Museen der Stadt Köln und als Direktor des Wallraf-Richartz-Museums berufen, 1961 wurde er zudem zum außerplanmäßigen Professor für Kunstgeschichte an der Universität zu Köln berufen. In seiner Funktion gelang es 1968, die bekannte Sammlung Peter Ludwigs als Leihgabe zu übernehmen, die seit 1976 in dem neu gegründeten Museum Ludwig aufging und seit 1986 Teil der Sammlung des von den Architekten Busmann + Haberer gebauten Neubaus ist. Daneben baute er vor allem die museumspädagogische Abteilung und die Sammlung des 20. Jahrhunderts stark aus und organisierte zahlreiche bedeutende Ausstellungen, darunter 1964 eine große Max-Ernst-Ausstellung. Er initiierte zudem den Neubau des Wallraf-Richartz-Museums, dessen Richtfest er 1983 miterleben durfte. Von 1960 bis 1968 war von Osten Vorstandsmitglied des Verbandes Deutscher Kunsthistoriker und ab 1966 gehörte er dem Deutschen Nationalkomitee des International Council of Museums (ICOM) an. So organisierte er die achte Generalkonferenz des Museumsrates 1968 in Köln (2. Teil in München).
1975 wurde von der Osten pensioniert, im selben Jahr wurde ihm für seine Verdienste das Große Bundesverdienstkreuz verliehen. Er war zweimal verheiratet, zuerst mit Erika von der Osten-Baare, zuletzt mit Hildegart von der Osten, geborene Müller, und er hatte einen Sohn Georg und eine Tochter Ulrike. Er starb am 30. November 1983 in Brühl im Rheinland.

## Schriften (Auswahl)
- Hans Baldung Grien. Deutscher Verlag für Kunstwissenschaften, Berlin 1983.
- Deutsche und niederländische Kunst der Reformationszeit. DuMont Schauberg, Köln 1973.
- Museum für eine Gesellschaft von morgen. Wienand, Köln 1971.
- Painting and sculpture in Germany and the Nederlands 1500 to 1600. Penguin Books, Harmondsworth 1969.
- Plastik des 20. Jahrhunderts in Deutschland, Österreich und der Schweiz. Langewiesche, Königstein im Taunus 1961.
- Lovis Corinth. 2., durchges. Auflage. Bruckmann, München um 1959.
- Bildwerke aus drei Jahrhunderten in Hannover. Bruckmann, München 1957.
- Katalog der Bildwerke in der Niedersächsischen Landesgalerie Hannover. Bruckmann, München 1957.
- Die Neuerwerbungen der Städtischen Galerie. Städtische Galerie Hannover, 1956.
- Deutsche Impressionisten. Museum zu Allerheiligen, Schaffhausen 1955.
- Lovis Corinth. Bruckmann, München 1955.
- Die Bildwerke aus Pöhlde. Kunstabteilung des Landesmuseums, Hannover [circa 1950].
- Verzeichnis der Kunstwerke nach 1800 im Landesmuseum Hannover. Kunstsammlungen des Landesmuseums Hannover, 1950.
- Niedersächsische Bildschnitzerei des späten Mittelalters. Deutscher Verein für Kunstwissenschaft, Berlin 1940 [Ausg. 1941].
- Der Schmerzensmann. Deutscher Verein für Kunstwissenschaft, Berlin 1933 und 1935 [Ausg. 1936].